# Miranda Kerr
Miranda May Kerr (Sydney, 1983. április 20. –) ausztrál modell. Többek között dolgozott a Victoria’s Secretnek és a Maybelline-nek. 2007-ben ő lett az első ausztrál angyala a Victoria’s Secretnek, valamint a David Jones áruházlánc reklámarca is volt. Kerr elindította saját kozmetikai cégét a KORS Organics-ot, és önsegítő könyvet is írt.

## Életpályája
Miranda Kerr Therese és John Kerr első gyermeke. Öccse neve Matthew. Gunnedah-ban, Brisbane környékén nőtt fel. Miután 1997-ben megnyert egy modellversenyt, elkezdett modellkedni. Addig Brisbane-ben a katolikus All Hallows Lányiskolába járt.

## Magánélet
2003-ban jött össze Jay Lyon kezdő színésszel és egészen 2007-ig voltak együtt. 2008-ban egy divatbemutatón ismerkedett meg Orlando Bloomal. Sokáig tagadták a kapcsolatukat. A pár véget vetve a találgatásoknak, 2010 nyarán házasodott össze, majd a modell egy hónappal később a spanyol Vogue-nak adott interjújában vallotta be, hogy várandós első gyermekükkel. 2011. január 6-án meg is született első gyermekük, Flynn a Los Angeles-i kórházban. 2013-ban Miranda és Orlando 3 év házasság után  elváltak, de szoros baráti kapcsolatban maradtak, közös gyermekük, Flynn miatt is. 2016-ban megismerkedett Evan Spiegel-el , a Snapchat megalkotójával, akivel nyáron el is jegyezték egymást, majd 2017 elején össze is házasodtak. Miranda Kerr gyakorló buddhista, a Szóka Gakkai szekta híve. Saját bevallása szerint naponta 20 percet tölt jógával és meditációval, ezen kívül spirituális könyveket is olvas.

## Karrier
Miranda még csak 13 éves volt, amikor megnyert egy ausztrál modellversenyt. Egy héttel a modellverseny után a 14. születésnapján vett részt első fotózásán. Utolsó iskolai éveiben elvesztette akkori barátját, ami nagyon megviselte Mirandát. Miután kiheverte a megrázó esetet, kötötte első szerződését az ausztrál Chadwick Models, majd a Chic Model Management ügynökségekkel. Ezután egyre sikeresebb lett hazájában és Japánban is. 2004-ben New Yorkba költözött, és szerződést kötött a Next modellügynökséggel. Olyan híres és színvonalas divatcégek bemutatóin lépett fel, mint a Levi’s, a L.A.M.B vagy a Roberto Cavalli.

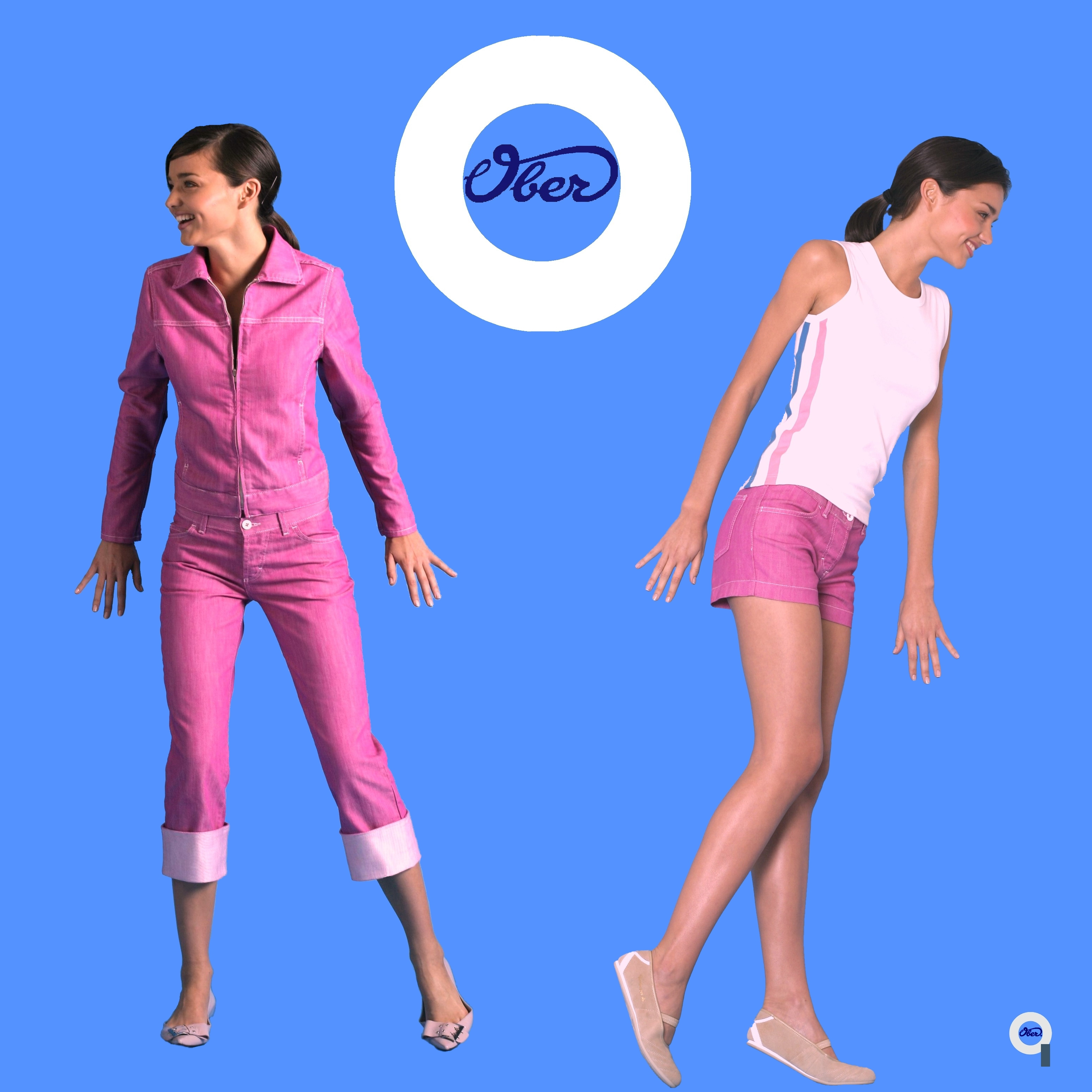
Miranda Kerr © 2003 Erick Seban-Meyer

Az igazi sikert a Victoria’s Secret jelentette neki. 2006-ban mutatkozott be a kifutón és tagja lett a Victoria Secret Angyalainak, váltva Gisele Bündchent. Ebben az évben szerződést kötött a Maybelline céggel. Azóta is sorra keresik meg a legnevesebb divatcégek és 2008-ban 3,5 millió dolláros keresetével bekerült a legjobban fizetett modellek közé a Forbes listáján. A kritikusok a következő Elle MacPhersonként emlegetik. Szerepelt már az ELLE és a Cosmopolitan címlapján is. 2009-ben meztelenül pózolt a Rolling Stone Magazinnak. 2010-ben terhes lett Orlandoo Bloom színésztől, ekkor terhessége miatt egy ideig nem volt látható egy darabig a Victoria’s Secretnél, de (Flynn Bloom) gyermeke születése után újra visszatért.

## Érdekességek
- Miranda a Victoria’s Secret első ausztráliai angyala.
- Feltűnt az amerikai How I Met Your Mother című sorozatban és Kanye West egyik klipjében is
- Szabadidejében könyveket ír, amivel a pályakezdő fiatal lányokat szeretné segíteni
- Buddhista vallás híve, és támogatja a WWW állatvédő és a Children International gyermekvédő szervezeteket
- 2010-ben szerepelt Russell James V2 című könyvében
- A models.com toplistája szerint idén is a világ 4. legszexisebb modellje
- 2010-ben a Prada téli kampányának kampányarcává választották

## Filmográfia
| • | Cím                                                                        | Szerep       | Feljegyzés                                        |
| - | -------------------------------------------------------------------------- | ------------ | ------------------------------------------------- |
|   | Kanye West & Pharell Williams - Number One video clip How I met you mother | Miranda Kerr | Videóklip amiben szerepel. Könyv amiben szerepel. |